# О’Брайен, Кит
Кит Майкл Патрик О’Брайен (англ. Keith Michael Patrick O'Brien; 17 марта 1938, Балликасл, Северная Ирландия — 19 марта 2018,
Ньюкасл-на-Тайне, Великобритания) — шотландский кардинал. Архиепископ Сент-Эндрюса и Эдинбурга с 30 мая 1985 по 18 февраля 2013. Кардинал-священник с титулом церкви Санти-Джоаккино-эд-Анна-аль-Тусколано с 21 октября 2003.

## Скандал о нарушении целибата
В феврале 2013 года трое священников обвинили кардинала Кита О’Брайена в сексуальных злоупотреблениях. И он почти сразу же после этого ушел в отставку, хотя и отрицал обвинения, заявив, что покидает службу, не желая усложнять жизнь конклаву, которому предстоит избрать нового папу.
А в начале марта кардинал Кит О’Брайен признался в нарушении норм целибата.
Расследование действий кардинала началось после избрания нового папы Римского.